# Mojo Tour 2010

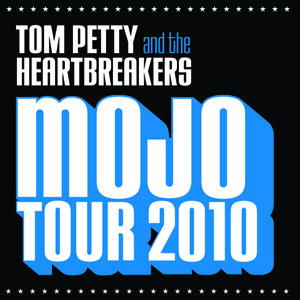
Cubierta del álbum Mojo Tour 2010

Mojo Tour 2010 es un álbum en directo del grupo estadounidense Tom Petty and the Heartbreakers, publicado a través de la página web oficial de Tom Petty el 14 de diciembre de 2010 como descarga digital gratuita para quienes adquirían una entrada de algún concierto de la gira de 2010. Previamente, el álbum Mojo también fue ofrecido como descarga digital gratuita para todos los asistentes a algún concierto del grupo.
Una edición ampliada de Mojo Tour 2010 fue también publicada para miembros del Highway Companions Club que se unieron entre el 23 de febrero de 2010 y el 24 de febrero de 2011. La edición ampliada, de 73 minutos de duración, incluyó seis temas en directo más procedentes de conciertos de la gira de verano.
La descarga fue publicada en tres formatos diferentes: MP3 de 320kb, Apple Lossless y FLAC.

## Lista de canciones
| N.º | Título                                              | Escritor(es)                         | Localidad                                    | Duración |  |
| 1.  | «King’s Highway» (16 de junio de 2010)              | Tom Petty                            | Rexall Place, Edmonton, AB                   | 3:37     |  |
| 2.  | «You Don’t Know How It Feels» (31 de julio de 2010) | Tom Petty                            | Wachovia Arena, Filadelfia, PA               | 6:27     |  |
| 3.  | «I Won’t Back Down» (19 de septiembre de 2010)      | Tom Petty, Jeff Lynne                | Verizon Wireless Amphitheater, Charlotte, NC | 3:04     |  |
| 4.  | «Drivin’ Down To Georgia» (11 de agosto de 2010)    | Tom Petty                            | Philips Arena, Atlanta, GA                   | 6:37     |  |
| 5.  | «Breakdown» (15 de agosto de 2010)                  | Tom Petty                            | Jiffy Lube Live, Bristow, VA                 | 7:29     |  |
| 6.  | «I Should Have Known It» (16 de junio de 2010)      | Tom Petty, Mike Campbell             | Rexall Place, Edmonton, AB                   | 4:22     |  |
| 7.  | «Good Enough» (31 de julio de 2010)                 | Tom Petty, Mike Campbell             | Wachovia Arena, Filadelfia, PA               | 5:56     |  |
| 8.  | «Runnin’ Down A Dream» (7 de octubre de 2010)       | Tom Petty, Jeff Lynne, Mike Campbell | U.S. Airways Arena, Phoenix, AZ              | 5:40     |  |

| Edición ampliada |                                                     |                                      |                                               |          |  |
| N.º              | Título                                              | Escritor(es)                         | Localidad                                     | Duración |  |
| 1.               | «Listen To Her Heart» (25 de junio de 2010)         | Tom Petty                            | Summerfest-Marcus Amphitheater, Milwaukee, WI | 3:38     |  |
| 2.               | «King’s Highway» (16 de junio de 2010)              | Tom Petty                            | Rexall Place, Edmonton, AB                    | 3:26     |  |
| 3.               | «You Don’t Know How It Feels» (31 de julio de 2010) | Tom Petty                            | Wachovia Arena, Filadelfia, PA                | 6:27     |  |
| 4.               | «I Won’t Back Down» (19 de septiembre de 2010)      | Tom Petty, Jeff Lynne                | Verizon Wireless Amphitheater, Charlotte, NC  | 3:04     |  |
| 5.               | «Drivin’ Down To Georgia» (11 de agosto de 2010)    | Tom Petty                            | Philips Arena, Atlanta, GA                    | 6:37     |  |
| 6.               | «Breakdown» (15 de agosto de 2010)                  | Tom Petty                            | Jiffy Lube Live, Bristow, VA                  | 7:29     |  |
| 7.               | «Jefferson Jericho Blues» (1 de agosto de 2010)     | Tom Petty                            | Wachovia Arena, Filadelfia, PA                | 3:41     |  |
| 8.               | «First Flash Of Freedom» (1 de agosto de 2010)      | Tom Petty, Mike Campbell             | Wachovia Arena, Filadelfia, PA                | 6:27     |  |
| 9.               | «Running Man’s Bible» (18 de septiembre de 2010)    | Tom Petty                            | Time Warner Cable Music Pavilion, Raleigh, NC | 6:10     |  |
| 10.              | «I Should Have Known It» (16 de junio de 2010)      | Tom Petty, Mike Campbell             | Rexall Place, Edmonton, AB                    | 4:13     |  |
| 11.              | «Good Enough» (31 de julio de 2010)                 | Tom Petty, Mike Campbell             | Wachovia Arena, Filadelfia, PA                | 5:56     |  |
| 12.              | «Refugee» (12 de junio de 2010)                     | Tom Petty, Mike Campbell             | Gorge Amphitheater, Quincy, WA                | 5:07     |  |
| 13.              | «Runnin’ Down A Dream» (7 de octubre de 2010)       | Tom Petty, Jeff Lynne, Mike Campbell | U.S. Airways Arena, Phoenix, AZ               | 4:57     |  |
| 14.              | «American Girl» (16 de junio de 2010)               | Tom Petty                            | Rexall Place, Edmonton, AB                    | 5:23     |  |

## Personal
- Tom Petty: voz, guitarra eléctrica, guitarra acústica y percusión
- Mike Campbell: guitarra principal, guitarra slide, guitarra de doce cuerdas, sitar y mandolina
- Benmont Tench: piano, órgano, sintetizador y coros
- Ron Blair: bajo y coros
- Scott Thurston: guitarra rítmica, armónica y coros
- Steve Ferrone: batería y percusión